# ClickandBuy
ClickandBuy è stato un sistema di pagamento on-line il cui funzionamento era simile a quello di Paypal. Dopo aver specificato in fase di registrazione un conto corrente bancario o una carta di credito di appoggio, l'utente poteva effettuare acquisti su internet semplicemente specificando il suo nome utente (che equivale al suo indirizzo di posta elettronica) e la sua password. I dati del conto corrente bancario o della carta di credito non venivano mai ripetuti al momento della transazione, e rendevano il metodo di pagamento particolarmente sicuro. In caso di carta di credito venivano preventivamente addebitati due importi compresi tra 1,00 e 1,99 euro che poi dovevano essere comunicati al sito per la validazione della carta di credito stessa. Il sistema di pagamento è stato dismesso nell'aprile 2016.
ClickandBuy era un metodo di pagamento utilizzato in molti negozi on-line come Apple iTunes Store, bwin e iStockphoto.